# Werner Disse
Werner Disse (* 6. Mai 1881 in Gieboldehausen; † 1. April 1962 in Lindenthal (Köln)) war Kommunalbeamter, Bürgermeister in Hürth und kurzfristig Landrat des Landkreises Köln.

## Laufbahn
Disse war seit 1896 in verschiedenen Kommunen angestellt, zuletzt 1910 als Kreisausschusssekretär beim Landkreis Köln. 1917 wurde er besoldeter Beigeordneter der Bürgermeisterei Hürth und 1920 in Nachfolge von Heinrich Rosell Bürgermeister. Am 17. März 1933 wurde er zugleich mit seinem Beigeordneten Fritz Räcke (SPD) und seinem Kollegen aus der bis 1933 bestehenden Bürgermeisterei Efferen, Karl Kuenen nach dem Gesetz zur Wiederherstellung des Berufsbeamtentums von den damaligen Machthabern der NSDAP entlassen und am 28. September 1933 offiziell in den vorzeitigen Ruhestand versetzt. Während des Krieges wurde er als Verwaltungsangestellter in den Kommunalverwaltungen in Brühl und Wesseling dienstverpflichtet. Unmittelbar nach dem Einmarsch der Amerikaner im März 1945 ernannten diese ihn zum Landrat des Kreises Köln und den ehemaligen Beigeordneten Fritz Räcke zum neuen Bürgermeister in Hürth. Disse blieb in diesem Amt bis nach der ersten Wahl nach Änderung der Gemeindeordnung durch die britische Militärregierung vom 1. April 1945 mit Wirkung vom 25. Juni 1946. Sein gewählter Nachfolger wurde Anton Knülle. Disse wirkte dann noch bis zu seiner Pensionierung kurz als Oberkreisdirektor.
Am 29. März 1910 heiratete Werner Disse in Krefeld–Bockum Anna Elisabeth Margareta Cordes.

## Wirken
Disse, der Mitglied der Deutschen Zentrumspartei war, war maßgeblich beteiligt am Zusammenschluss der Orte der Bürgermeisterei Hürth zur Großgemeinde, die er auch gegen den Widerstand seiner Parteifreunde erreichte. In seiner Zeit als Bürgermeister der Bürgermeisterei Hürth entstanden zahlreiche kommunale Bauten in Hürth.

## Nachruhm
Nach Werner Disse wurde 1988 im Neubaugebiet Alt-Hürth (in der „Bürgermeistersiedlung“) eine Straße benannt.